# Wim Landman
Willem Landman, detto Wim (Rotterdam, 13 aprile 1921 – Rotterdam, 27 giugno 1975), è stato un calciatore olandese, di ruolo portiere.

## Carriera

### Club
Wim Landman ha iniziato la carriera nelle file del Neptunia Rotterdam, dove è rimasto un solo anno prima di passare nello Sparta Rotterdam. Landman ha giocato cinque stagioni con lo Sparta Rotterdam, poi, nel 1954, si è trasferito a L'Aia dove ha giocato per l'Holland Sport. Si è ritirato nel 1962.

### Nazionale
Landman ha giocato in totale sette partite con la Nazionale olandese, esordendo il 15 novembre 1952 ad Hull contro l'Inghilterra. Ha giocato la sua ultima partita il 4 novembre 1956 a Copenaghen contro la Danimarca.
Nel 1948 e nel 1952 è stato convocato rispettivamente per i Giochi olimpici di Londra e di Helsinki, senza però scendere in campo in nessuna delle due competizioni.

## Statistiche

### Cronologia presenze e reti in Nazionale
| Cronologia completa delle presenze e delle reti in nazionale ― Paesi Bassi | Cronologia completa delle presenze e delle reti in nazionale ― Paesi Bassi | Cronologia completa delle presenze e delle reti in nazionale ― Paesi Bassi | Cronologia completa delle presenze e delle reti in nazionale ― Paesi Bassi | Cronologia completa delle presenze e delle reti in nazionale ― Paesi Bassi | Cronologia completa delle presenze e delle reti in nazionale ― Paesi Bassi | Cronologia completa delle presenze e delle reti in nazionale ― Paesi Bassi | Cronologia completa delle presenze e delle reti in nazionale ― Paesi Bassi |
| Data                                                                       | Città                                                                      | In casa                                                                    | Risultato                                                                  | Ospiti                                                                     | Competizione                                                               | Reti                                                                       | Note                                                                       |
| -------------------------------------------------------------------------- | -------------------------------------------------------------------------- | -------------------------------------------------------------------------- | -------------------------------------------------------------------------- | -------------------------------------------------------------------------- | -------------------------------------------------------------------------- | -------------------------------------------------------------------------- | -------------------------------------------------------------------------- |
| 15-11-1952                                                                 | Hull                                                                       | Inghilterra                                                                | 2 – 2                                                                      | Paesi Bassi                                                                | Amichevole                                                                 | -2                                                                         | L'Inghilterra è scesa in campo con la Nazionale dilettanti                 |
| 7-3-1953                                                                   | Rotterdam                                                                  | Paesi Bassi                                                                | 1 – 2                                                                      | Danimarca                                                                  | Amichevole                                                                 | -2                                                                         |                                                                            |
| 22-3-1953                                                                  | Amsterdam                                                                  | Paesi Bassi                                                                | 1 – 2                                                                      | Svizzera                                                                   | Amichevole                                                                 | -2                                                                         |                                                                            |
| 19-4-1953                                                                  | Amsterdam                                                                  | Paesi Bassi                                                                | 0 – 2                                                                      | Belgio                                                                     | Amichevole                                                                 | -2                                                                         |                                                                            |
| 1-5-1955                                                                   | Dublino                                                                    | Irlanda                                                                    | 1 – 0                                                                      | Paesi Bassi                                                                | Amichevole                                                                 | -1                                                                         |                                                                            |
| 19-5-1955                                                                  | Rotterdam                                                                  | Paesi Bassi                                                                | 4 – 1                                                                      | Svizzera                                                                   | Amichevole                                                                 | -1                                                                         |                                                                            |
| 4-11-1956                                                                  | Copenaghen                                                                 | Danimarca                                                                  | 2 – 2                                                                      | Paesi Bassi                                                                | Amichevole                                                                 | -2                                                                         |                                                                            |
| Totale                                                                     |                                                                            | Presenze                                                                   | 7                                                                          |                                                                            | Reti                                                                       | -12                                                                        |                                                                            |